# Symplecta lindrothi
Symplecta lindrothi là một loài ruồi trong họ Limoniidae. Chúng phân bố ở miền Cổ bắc.